# Armeniens nationella tekniska universitet
Armeniens nationella tekniska universitet (armeniska: Հայաստանի ազգային պոլիտեխնիկական համալսարան) är ett tekniskt universitet i Armenien. Det grundades som Karl Marx tekniska institut 1933. Universitetet har huvudcampus i Jerevan och andra campus i 
Gyumri, Vanadzor och Kapan.
Armeniens nationella tekniska universitet grundades genom en sammanslagning av Institutet för byggnadsteknologi och Institutet för kemiteknologi. Dessa två fakulteter hade då 107 studenter. På 1980-talet fanns 25.000 studenter. 
Efter Armeniens självständighet 1991 döptes universitetet om till Armeniens statliga tekniska universitet och 2014 till Armeniens nationella tekniska universitet.